# Gabriel Glorieux
Gabriel Glorieux (Quévy-le-Petit, 11 juni 1930 - Bergen, 20 augustus 2007) was een Belgisch baanwielrenner. Zijn broer Raphael Glorieux was ook een baanwielrenner.

## Carrière
Glorieux veroverde tweemaal zilver op de achtervolging en eenmaal brons bij de amateurs. Hij nam in 1952 deel aan de Olympische Spelen waar hij samen met Pierre Gosselin deelnam in de tandem en 10e werd. Hij nam ook deel aan de ploegenachtervolging waar ze 5e werden.

## Erelijst
| Jaar     | BK            | EK       | WK       | Overige                                               |
| Amateurs | Amateurs      | Amateurs | Amateurs | Amateurs                                              |
| -------- | ------------- | -------- | -------- | ----------------------------------------------------- |
| 1948     | Achtervolging |          |          |                                                       |
| 1949     | Achtervolging |          |          |                                                       |
| 1950     |               |          |          |                                                       |
| 1951     |               |          |          |                                                       |
| 1952     | Achtervolging |          |          | Olympische Spelen: 10e tandem 5e ploegenachtervolging |